# Ołeh Huculak
Ołeh Borysowycz Huculak, ukr. Оле́г Бори́сович Гуцуля́к (ur. 11 lipca 1969, Iwano-Frankiwsk) – ukraiński pisarz, socjolog kulturolog i filozof. Obecnie mieszka i pracuje w Iwano-Frankiwsku. Członek Stowarzyszenia Pisarzy Ukraińskich, kandydat nauk filozoficznych oraz autor geograficzno-kulturowej koncepcji Ukrainy jako „MezoEurazji”. Reprezentuje tzw. fenomen stanisławowski oraz jest  jednym z pierwszych i stałych autorów czasopisma "Czetwer" (ukr. "Четвер").

## Biografia i wykształcenie
Urodził się w rodzinie znanego ukraińskiego chemika Borysa Mychajłowycza Huculaka. Jest wnukiem porucznika Ukraińskiej Armii Halickiej, zachodnioukraińskiego pisarza dziecięcego i pedagoga Mychajła Maksymowycza Huculaka (1888-1946).
W 1987 roku ukończył szkołę średnią nr 17 w Iwano-Frankiwsku, a następnie, w 1993 roku, Wydział Filologiczny Podkarpackiego Uniwersytetu Narodowego im. W. Stefanyka na kierunku język i literatura ukraińska. Pracował jako monter urządzeń radiowych w fabryce „Pozytron”, laborant w szkole średniej nr 18 w Iwano-Frankiwsku, a od 1989 r. jako bibliotekarz i główny bibliotekarz w bibliotece Iwano-Frankiwskiego Instytutu Pedagogicznego im. Wasyla Stefanyka. Jednocześnie w latach 1991-1993 uczył języka i literatury ukraińskiej w Iwano-Frankiwskiej Szkole Średniej nr 12.
Po zakończeniu zaocznie w 1993 r. Wydziału Filologicznego Podkarpackiego Uniwersytetu Narodowego imienia W. Stefanyka obronił pracę magisterską pod tytułem Tradycja mitologiczna ukraińskich Zielonych Świątków pod kierownictwem znanego badacza folkloru, kandydata nauk filologicznych prof. S. H. Puszyka. Zaproponowano mu kontynuację nauki w ramach studiów doktoranckich. W 2005 r. obronił na Uniwersytecie Lwowskim dysertację  pod tytułem Neopogaństwo jako zjawisko ideologiczne: analiza historyczno-filozoficzna.
W 2006 roku uzyskał tytuł kandydata nauk filozoficznych, a w 2016 został docentem na Katedrze Filozofii i Socjologii.

## Kariera
W 2006 r. zaczął pracę na stanowisku asystenta, a w 2009 r. – starszego wykładowcy. Od 2012 r. jest docentem na  Katedrze Filozofii Podkarpackiego Uniwersytetu Narodowego im. W. Stefanyka, gdzie opracował i prowadzi dla kierunków filozofia i socjologia specjalne wykłady z przedmiotów filozofia kultury, antropologia filozoficzna, mitologia, filozofia mitu, historia sztuki (dla filozofów i religioznawców), modernizm i postmodernizm we współczesnej filozofii kultury, filozoficzno-mistyczne badania Zachodu i Wschodu, filozofia neohinduizmu, współczesne nurty religijne teoria antropologicznej genezy społecznej, podstawy językoznawstwa indoeuropejskiego i komparatystyki. Jako promotor kieruje pisaniem i obroną prac studentów.
Jest członkiem Naukowo-Technicznej Rady oraz Rady Naukowo-Metodycznej Biblioteki Narodowej Podkarpackiego Uniwersytetu Narodowego.
W 2005 r. został także kierownikiem działu komputeryzacji i automatyzacji procesów bibliotecznych, a w 2007 r. — zastępcą dyrektora ds. nauki i informatyzacji. Od 2016 r. jest sekretarzem naukowym Biblioteki Naukowej Podkarpackiego Uniwersytetu Narodowego imienia W. Stefanyka.

## Działalność obywatelska i naukowa
W latach 1993–1995 był szefem Centrum Informacyjnego UNA-UNSO "UNA-Frankiwszczyzna” oraz korespondentem lwowskiej gazety "Hołos Naciji".
W 1996 roku został pierwszym zastępcą redaktora naczelnego czasopisma Pleroma. Był jednym z autorów specjalnego wydania Powrót demiurgów: Mała encyklopedia ukraińskiej aktualnej literatury (MEUAL) (w 1998 pojawiło się pierwsze wydanie, a w 2002 – drugie). Był członkiem kolegium redakcyjnego antologii rosyjskojęzycznej literatury Podkarpacia Tkań i landszaft (2003, Iwano-Frankiwsk).
W latach 2000–2011 działał jako szef grupy badania podstaw tradycji  Mesogaia, (która później przekształciła się w Międzynarodowe Stowarzyszenie „Mezoeurazja”) oraz dyrektor jej portali internetowego „Thule-Sarmatia”.
Jest przewodniczącym Krajowej Rady Inicjatywy Obywatelskiej „Schidna Falanha/Falange Orienal”.
Od 2006 r. dyrektor Instytutu Strategicznej Analizy Systemów Narracyjnych.
Od 2008 r. wiodący ekspert Biura Badań Etniczno-Politycznych Wschodniego Komitetu Bonapartowskiego.
Od 2009 r. jest członkiem Rady Nadzorczej oraz prezesem Zarządu Consultingowej Formacji „Prymordiał-Aljans”. W tamtym czasie rozpoczął również współpracę ze wschodnioeuropejskim Centrum Badań Współczesnej Religijności, projektem „Ruch za prawa narodów” oraz Międzynarodowym Centrum Lwa Gumiliowa.
Od 2011 r. dyrektor portalu internetowego poświęconego etnoantropologi, geokulturze i filozofii politycznej „Wohoń Prometeja” przy Międzynarodowym Stowarzyszeniu „Mezoeurazja”.
Od 2015 r. pracownik naukowy Instytutu Rozwoju Społeczeństwa.
Członek Krymskiego Klubu Geopoetyckiego, Ukraińskiego Klubu Tradycjonalistycznego, działacz organizacji międzynarodowych „Thule-Seminar”  oraz „Intertradycionał/Intertraditionale”.
Występuje jako konsultant Ogólnoukraińskiego Zjednoczenia „Bratstwo”, a także wielu innych tradycjonalistycznych struktur Ukrainy, Rosji, Estonii, Litwy, Białorusi, Bułgarii, Hiszpanii, Włoch i Izraela.
Autor i członek kolegiów redakcyjnych ezoterycznego dziennika „Apokryf” (Kaliningrad, Rosja), almanachu „Kronos” Rosyjskiego Towarzystwa ds. Badań nad Problemami Atlantydy” oraz zbioru „Karpackie studia biblioteczno-krajoznawcze” (Iwano-Frankiwsk, Ukraina).
Niejednokrotnie był członkiem, sekretarzem i zastępcą przewodniczących rejonowych komisji wyborczych oraz lokalnych rad.  Aktywnie pracuje nad uzupełnieniem sieci Internet o treści w języku ukraińskim.
Chcąc wesprzeć mniejszości narodowe na terenie Podkarpacia, został kierownikiem studium poetycznego społeczności rosyjskiej w obwodzie iwano-frankiwskim, czego efektem było wydanie w 2003 roku antologii Tkań i landszaft. Działa także w Zgromadzeniu Ukraińskiej i Azerbejdżańskiej Inteligencji oraz jako członek stowarzyszenia kulturologicznego "Nowa Atropatena".
Należy do następujących organizacji i stowarzyszeń:
- Stowarzyszenie Pisarzy Ukraińskich (ukr. Асоціація українських письменників);
- Stowarzyszenie Socjologiczne Ukrainy (ukr. Соціологічна асоціації України);
- Ogólnoukraiński Związek Krajoznawców Ukrainy (ukr. Всеукраїнська спілка краєзнавців);
- Narodowy Związek Krajoznawców Ukrainy; (ukr. Національна спілка краєзнавців України);
- Stowarzyszenia Mitologów i Atlantologów Ukrainy; (ukr. Асоціація міфологів та атлантологів України);
- Naukowe Towarzystwo im. Szewczenki; (ukr. Наукове товариство імені Шевченка);
- Rosyjskie Towarzystwo Badań nad Problemami Atlantydy (ros. Русское общество по изучению проблем Атлантиды, członek zagraniczny).

## Nagrody i wyróżnienia
W 2008 r. na mocy decyzji Iwano-Frankiwskiej Obwodowej Administracji Państwowej oraz Iwano-Frankiwskiej  Rady Obwodowej otrzymał honorowy tytuł „Najlepszy naukowiec roku”.
Wielokrotnie nagradzano go honorowymi hramotami Ministerstwa Edukacji i Nauki Ukrainy, Iwano-Frankiwskiej Obwodowej Administracji Państwowej, Iwano-Frankiwskiej  Rady Obwodowej, Iwano-Frankiwskiego Obwodowego Zarządu Kultury oraz Podkarpackiego Uniwersytetu Narodowego. Dostał także dyplom Konsulatu Generalnego Federacji Rosyjskiej we Lwowie i list dziękczynny Komitetu Dumy Państwowej Rosji ds. Wspólnoty Niepodległych Państw.

## Zainteresowania
Interesuje się przede wszystkim filozofią antropologiczną, interpretacją kultury, filozofią historyczną, etymologią, lingwistyką genetyczną, etnonimią, analizą psychologiczną i systemami ideologicznymi. Bada twórczość filozofów nowej fali tradycjonalizmu, a także problemy dawnych cywilizacji Starego i Nowego Świata. Zajmuje się również fenomenem literatury fantasty.
Prowadzi w Internecie profesjonalny blog (http://goutsoullac.livejournal.com)  oraz osobiste strony (http://primordial.org.ua/ oraz http://goutsoullac.blogspot.com/).

## Utwory

### Monografie
- 2007 — Poszuky zapowitnoho carstwa. Mif – tekst – realnist (ukr. Пошуки заповітного царства: Міф — текст — реальність);
- 2016 — Filosofija ukrajinśkoji sutnosti: sociokulturni smysły alchimiji nacionalnoho buttia (ukr. Філософія української сутності: соціокультурні смисли алхімії національного буття).
- 2017 — Tajemni królowie Świętej Rusi: Mit - Historia - Interpretacja  (rus. Тайные короли Святой Руси : миф – история – интерпретация).
- 2018 — Anti-Dugin: Geopolityka sacrum i święty (rus. Анти-Дугин: геополитика священного и святого).
- 2019 - Antarktyda - pierwotna ojczyzna bogów: mity - poszukiwania - interpretacje  (rus. Антарктида - изначальная родина богов: мифы - поиски - интерпретации).

### Tomy poezji
- Zbiór poezji Ołeha Huculaka Poet i Tiamat (ukr. «Поет і Тіамат);
- 1996 — Numizmatyka wyriju (ukr. Нумізматика вирію);
- 1999 — Ptachy ta linii (ukr. Птахи та лілії);
- 2002 — Powstannia skifiw (ukr. Повстання скіфів);
- 2003 —  Poet i Tiamat: wybrane (ukr. Поет і Тіамат: вибране).
- 2018 —  Svojevolije izhytsy (rus. Своеволие ижицы)

### Proza
- Adept (ukr. Адепт, powieść napisana wspólnie z Wołodymyrem Jeszkiliewem);
- Priedrasswietnyje ziemli (ros. Предрассветные земли  powieść fantasy).

### Antologie
- 1998 — Poczatky (ukr. Початки);
- 1998 — Dewjatdesiatnyky (ukr. Дев'ятдесятники);
- 1998 — Powernennia demiurhiw (ukr. Повернення деміургів);
- 1999 — Cech poetiw (ukr. Цех поетів);
- 2003 — Tkań i landszaft; (ros.Ткань и ландшафт);
- 2004 — Iz wieka w wiek. Ukrainskaja poezija: Stichotworienija; (ros. Из века в век. Украинская поэзия: Стихотворения);
- 2007 — Paroli i probużdienije (ros. Пароли и пробуждение).

## Źródła i linki zewnętrzne
- O Ołehu Huculaku na stronie Ukraińskiego Archiwum Biograficznego (ukr Український Біографічний Архів);
- Strony prowadzone przez Ołeha Huculaka: Goutsoullac, Helgi Avatara, Primordial.